# Панкратьев, Иван Иванович
Ива́н Ива́нович Панкра́тьев (17 сентября 1923, дер. Тыченка, Новгородская губерния — 24 августа 1984, Луга) — командир отделения 11-го отдельного гвардейского моторизованного штурмового инженерно-сапёрного батальона (2-я гвардейская моторизованная штурмовая инженерно-саперная бригада, 26-я гвардейская стрелковая дивизия, вначале 11-я гвардейская армия, затем 28-я армия, 3-й Белорусский фронт), гвардии старший сержант.

## Биография
Иван Иванович Панкратьев родился в крестьянской семье в деревне Тыченка Крестцовской волости Крестецкого уезда Новгородской губернии. В 1935 году окончил 4 класса школы. Работал в колхозе.
В ноябре 1941 года Мстинским райвоенкоматом был призван в ряды Красной армии. С марта 1942 года на фронтах Великой Отечественной войны.
Командир отделения сапёров гвардии сержант Панкратьев при проведении разминирования минных полей и проделывания в них проходов для танков и техники в районе города Рудня Смоленской области в период с 12 по 21 июня 1944 года снял более 200 мин различных типов. При обстрелах сапёров, Панкратьев отводил их от огня противника и упорно продолжал работу. Приказом по 26 гвардейской стрелковой дивизии от 5 июля 1944 года он был награждён орденом Славы 3-й степени.
Гвардии сержант Панкратьев с отделением сапёров 16 октября 1944 года в районе города Вилкавишкис в Литве проделал 2 прохода для танков, сняв при этом 110 мин. Пропустив танки, следом за ними ворвался в траншею противника и уничтожил 2 огневые точки. Приказом по 11-й гвардейской армии от 31 октября 1944 года он был награждён Славы 2-й степени.
При прорыве обороны противника в Восточной Пруссии в районе города Гумбинен (Гусев) в январе 1945 года гвардии сержант Панкратьев, сопровождая танки, вёл через оборону противника первый танк. За передним краем противника он под сильным огнём проделал проход в противотанковом минном поле противника. В глубине обороны, при атаке танками опорного пункта противника, танк, который он сопровождал, был подбит. Под огнём противника Панкратьев перевязал раненого командира танка, а затем быстро по канаве достиг сарая, из которого солдаты противника вели огонь по подбитому танку, и гранатами уничтожил огневую точку, уничтожив 4-х солдат противника. При этом захватил исправный пулемёт. Указом Президиума Верховного Совета СССР от 19 апреля 1945 года он был награждён орденом Славы 1-й степени.
26 апреля 1945 года с отделением сапёров высадился с катеров на косе Курише-Нерунг и проделал 3 прохода для пехоты в проволочных заграждениях и следуя в боевых порядках ворвался в траншею противника. Когда противник перешёл в контратаку Панкратьев со своим отделением отразил её, уничтожив 50 солдат противника и захватил в плен 91 солдата. Занятую позицию продолжали удерживать до подхода частей, преследующих противника из разбитой в Пиллау (Балтийск) группировки противника, чем способствовал успешному завершению операции. Приказом по 16-му гвардейскому стрелковому корпусу от 8 мая 1945 года он был награждён орденом Отечественной войны 2-й степени.
Гвардии старшина Панкратьев был демобилизован в апреле 1947 года. Жил в деревне Ильжо Лужского района, затем переехал в город Луга. Работал плотником на Октябрьской железной дороге.
Скончался Иван Иванович Панкратьев 24 августа 1984 года.

## Память
- Похоронен на городском кладбище города Луга.